# Stockholmspartiet
Stockholmspartiet er et svensk politisk parti, som stiller op til kommunalbestyrelsen i Stockholm og til Stockholms läns landsting.
Stockholmspartiet blev dannet 1979 i protest mod nedrivningen af byens historiske miljøer, mod bilismens udbredelse og mod manglende borgerindflydelse i den politiske proces. Samme år kom partiet ind i kommunalbestyrelsen og blev siddende frem til valget i 2002.
Ved kommunalvalget i Stockholm i 2014 fik partiet 0,54 procent af stemmerne.

## Ekstern henvisning
- Stockholmspartiet

| Politisk parti | Spire Denne artikel om et politisk parti eller gruppe er en spire som bør udbygges. Du er velkommen til at hjælpe Wikipedia ved at udvide den. |